# David Della Rocco

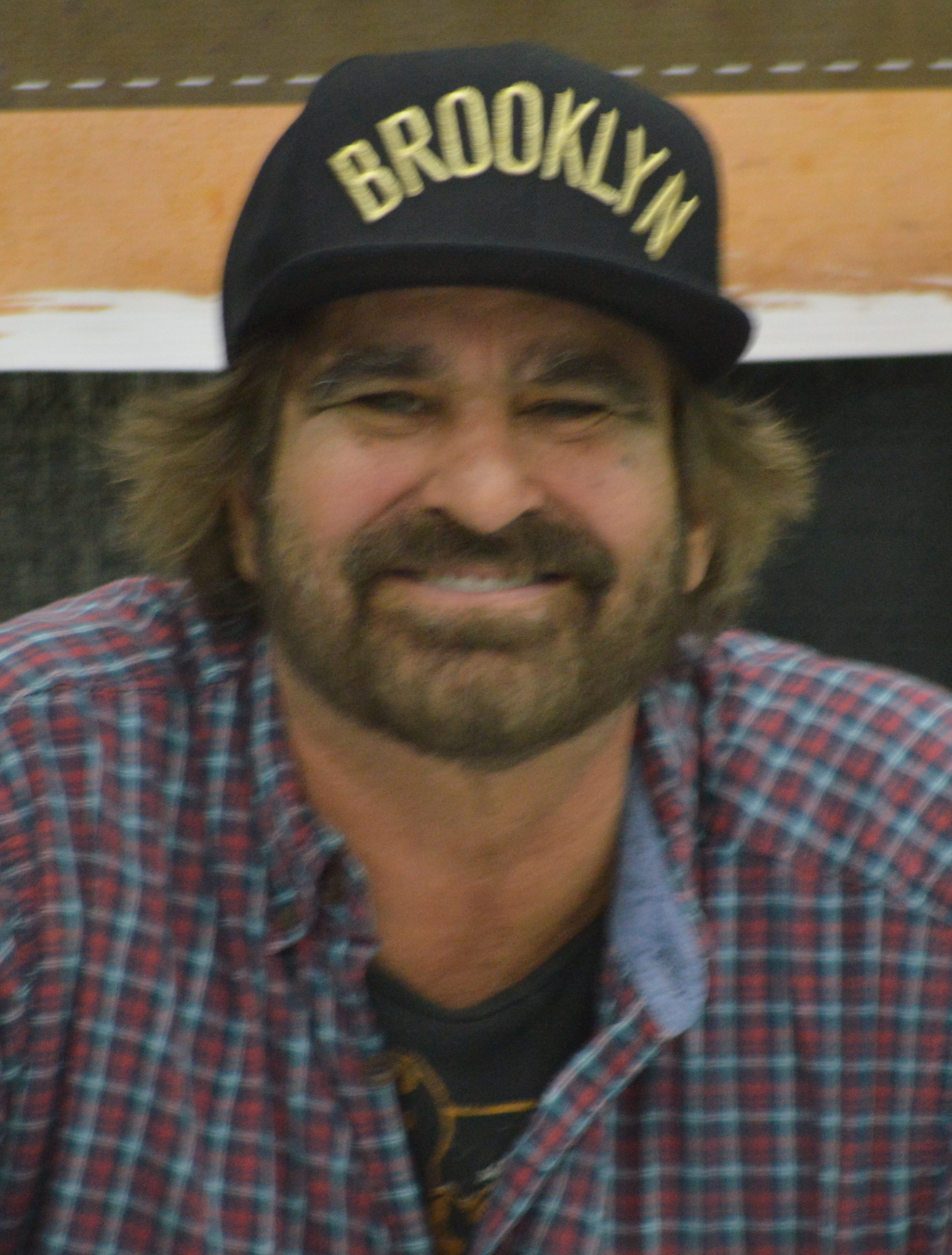
Della Rocco (2014)

David Dale Della Rocco (* 4. Mai 1952 in Norwich, Connecticut) ist ein US-amerikanischer Schauspieler und Komiker. In seiner bekanntesten Filmrolle spielte er 1999 an der Seite von Sean Patrick Flanery und Norman Reedus den Mafia-Laufburschen Rocco in dem Film Der blutige Pfad Gottes.
Zu seiner ersten Filmrolle kam Della Rocco nach eigener Aussage eher zufällig. Er hatte zu diesem Zeitpunkt einen Nebenjob in einer Bar in Los Angeles und lernte dabei Regisseur Troy Duffy kennen, der dort an seinem Skript zu Der blutige Pfad Gottes schrieb. Die Rolle wurde anhand seiner Charakterzüge und Vorschläge geschrieben.

## Filmografie
- 1999: Der blutige Pfad Gottes
- 2003: Overnight (Dokumentation)
- 2008: Jake’s Corner
- 2009: Der blutige Pfad Gottes 2
- 2011: Off The Boulevard (Dokumentation)
- 2012: The Black Dove
- 2012: Men with no Lives (Fernsehserie, 1 Folge)
- 2013: Dead in 5 Heartbeats
- 2014–2015: Celebrity Close-Up (Fernsehserie, 2 Folgen)